# Csaba Fazakas

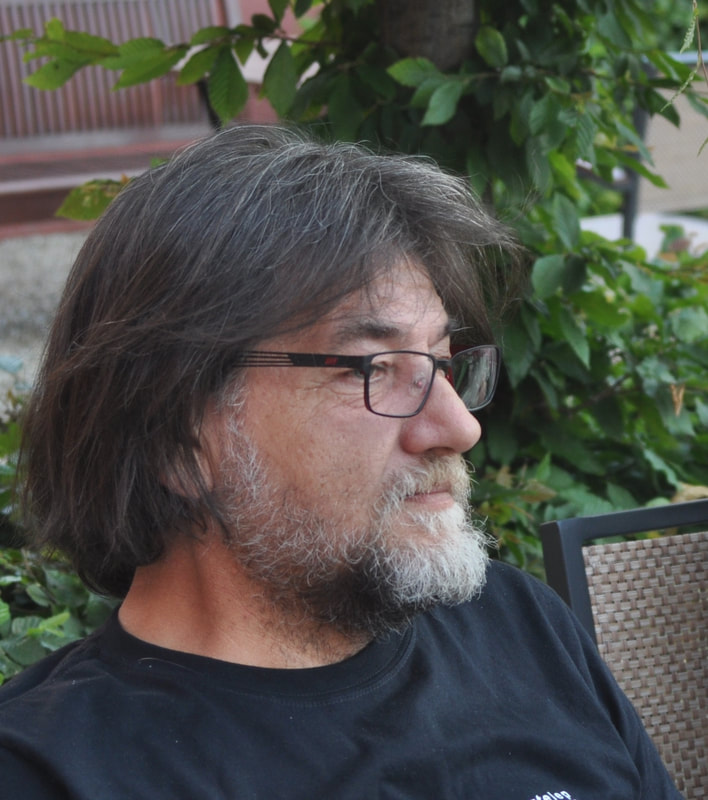
Csaba Fazakas

Csaba Fazakas (* 5. August 1959 in Miercurea-Ciuc/Seklerburg/Siebenbürgen (Rumänien)) ist ein ungarischstämmiger österreichischer Künstler. Er lebt und arbeitet in Wien.
„Der thematisierte Verlust des Ichs und die Unentschlossenheit kommen als Symptome unserer Zeit an die Oberfläche, denen sich auch der Künstler nicht entziehen kann. Nicht einmal mit künstlerischen Mitteln kann und will er seine Zweifel und Dilemmas verbergen. Er selbst wird vom Zeitgeist der westlichen Welt mit ihrer Unentschlossenheit und der gleichzeitigen Existenz verschiedener Wirklichkeiten und deren Interpretationen durchtränkt“.
(Csaba Fazakas)

## Studien
Der Künstler absolvierte nach Besuch von Volksschule und Gymnasium in Miercurea, drei Studien. Zunächst studierte er Sozialpädagogik an der Westungarischen Universität Benedek Elek. Dann folgte das Studium der Sozialpolitik an der Universität Eötvös Lóránd in Budapest und schließlich das Studium der Kunsttherapie an der Universität Pécs. Er schloss all diese Studien erfolgreich ab.
Außerdem genoss er zahlreiche Privatstudien in Wien und Budapest unter anderen bei Künstlern wie Mircia Dumitrescu, Arnulf Rainer und Adolf Frohner. 
Nach einer Ausbildung für Graphik und Implementierung im Bereich der Wertpapiere arbeitete er mehrere Jahre in leitender Position bei der Österreichischen Staatsdruckerei (OESD) in Wien. 
Er absolvierte eine Reihe von Studienreisen, die ihn unter anderem nach Antwerpen, Kopenhagen, Berlin, Lausanne, New York, Tel-Aviv, Toskana, Paris, Rom und Venedig führten.

## Werke

### Vertreten durch Galerien
- Kunsthalle und Galerie HOSP, Nassereith / Innsbruck
- Galerie HOSP Innsbruck
- Galerie Art FELICIA, Mauro, Lichtenstein
- Gold - Rot Schwarz – German Arthouse, Berlin / Potsdam
- Elite Artgallery, Bukarest
- Jährliche, regelmäßige Einladungen/Teilnahmen an Internationale Art Camps und Workshops in der ganzen Welt

### Wichtigste Personalausstellungen
- 2017 Art Bodensee
- 2017 Nassereith, Kunsthalle-Galerie HOSP
- 2017 Gallery TIMES, Wien
- 2017 Elite ArtGallery, Bukarest
- 2016 Art Fair Innsbruck
- 2016 Art Karlsruhe
- 2016 Nassereith, Kunsthalle-Galerie HOSP
- 2016 Art Expo New York
- 2016 Art Fair Stuttgart
- 2016 Art Bodensee
- 2015 Art Fair Palm Beach
- 2015 Art Fair Innsbruck
- 2015 Nassereith, Kunsthalle-Galerie HOSP
- 2015 Art Karlsruhe
- 2015 ArtExpo New York
- 2015 Art Monaco
- 2015 Bodensee Art
- 2015 Berliner Liste
- 2015 Art Fair Shanghai
- 2014 Galerie Kandinsky, Wien
- 2014 Galerie Brancusi, Rumänische Parlament, Bukarest
- 2014 Galerie Kandinsky, Wien
- 2014 National Museum of Contemporary Art Chişinău, Moldawien
- 2014 Art Fair Berlin - Berliner Liste
- 2014 Art Fair Miami - Spectrum Miami
- 2013 National Museum of Contemporary Art Chişinău, Moldawien
- 2013 Art Fair Berlin
- 2013 Galerie IX, Budapest
- 2013 Galerie Kandinsky, Wien
- 2011 Galerie IX, Budapest
- 2010 Siebenstern Galerie (Ruth Maier) Wien
- 2009 Galerie IX, Budapest
- 2008 PTE University Gallery, Pécs
- 2008 Kriterion Gallery, Miercurea-Ciuc
- 2007 Maecaenas Gallery, Pápa
- 2004 Institutul National de Studii, Budapest
- 2003 New National Salon, Budapest - KKK Gallery, Budapest
- 1997 Galerie Sopron
- 1995 Floridsdorfer Museum, Wien
- 1993 Atelier 68, Wien
- 1988 UAP Gallery, Miercurea-Ciuc
- 1987 Ady-Performance, Nagy Imre Gallery, Miercurea-Ciuc
- 1986 UAP Gallery, Miercurea-Ciuc
- 1981 Bukarest, Buzau, Constanta[3]